# مصردشت
مَصَردشت (به زبان گیلکی: مْصٰرˇدشت (masar"dasht))، روستایی است در دهستان اشکیک از توابع بخش چوکام شهرستان خمام در استان گیلان.

## درباره روستا
مردم این روستا گیلک هستند و به زبان گیلکی با گویش بیه‌پس سخن می‌گویند. روستای مصردشت از توابع شهرستان خمام است و در حد واسط شهر خمام و شهر رشت قرار گرفته، بدینسان مصردشت تمام امکانات رفاهی رایج برای یک زندگی روزمره را داراست هرچند که در سالیان اخیر توجه چندانی به رفاه عمومی اهالی این روستای زیبا و سرسبز نشده‌ است.
این روستا از دیرباز مردمان فرهیخته و باسوادی چون علی‌اکبر خان پارساپسند شاعر‌ داشته و امروزه نیز پس از حدود دو قرن بسیاری از نوادگان این مرد بزرگ در زادیوم خود یعنی مصردشت ساکنند که برخی از آنان راه نیای خویش را پی گرفتند. مهندس اشکان پارساپسند نویسنده و شاعر معترض به سیاست‌های حکومت اسلامی (مولف هفت جلد دفترشعر، یک جلد مجموعه داستان و مقاله‌های بسیاری در جراید و فضای رسانه‌ای و مجازی کشور)، چهارمین نسل از فرزندان علی‌اکبرخان است.
مصردشت تنها روستای گیلان و شمال ایران است که در آن امکانات تفریحی ویژه چون؛ شهربازی سرپوشیده، باغ پرندگان، باغ گلها، ساختمان کلاه‌فرنگی، هتل (هتل امکان)، مرکز سرپوشیده ماهی‌فروشان، نمایندگی فروش چند برند معتبر خودرو، رستوران‌های مدرن و سنتی چون رشت بهشت و فروشگاه‌ های مدرن پوشاک قرار دارند. سازمان حمایت از زندانیان و کارخانجاتی چون پرسی ایران گاز، شرکت تولیدی لبنیات مطهر (گروه سرگل) و دستکش گیلان نیز در همین ده هستند و علی‌رغم وجود مغازه‌های بسیارِ صنعتی در محدوده‌ی اتوبان، فضای بکر روستایی و سادگی زندگی مردم در این تکه از خاک نمناک گیلان به طرز زیبایی در جریان و مثال‌زدنی است.
بیشتر اهالی روستای مصردشت به  کشاورزی و دام‌پروری مشغولند و کیفیت برنج آن دارای بالاترین سطح مرغوبیت بین برنج‌های ایرانی است.

## جمعیت
این روستا در دهستان چوکام شهرستان خمام قرار دارد و براساس سرشماری مرکز آمار ایران در سال ۱۳۸۵، جمعیت آن ۶۱۴ نفر (۱۷۴خانوار) بوده‌است.